# Bishop's Stortford
Bishop's Stortford is een civil parish in het bestuurlijke gebied East Hertfordshire, in het Engelse graafschap Hertfordshire. De plaats telt 37.212 inwoners.

## Geboren
- Frederick Scott Archer (1813-1857), uitvinder
- Ian Culverhouse (1964), voetballer
- Cecil Rhodes (1853-1902), stichter van Rhodesië en De Beers
- Sam Smith (1992), singer-songwriter
- Minette Walters (1949), thrillerschrijfster